# Neuseeländische Cricket-Nationalmannschaft in Südafrika in der Saison 2005/06
Die Tour der neuseeländischen Cricket-Nationalmannschaft nach Südafrika in der Saison 2005/06 fand in zwei Teilen vom 23. Oktober bis zum 6. November 2005 und vom 15. April bis zum 7. Mai 2006 statt. Die internationale Cricket-Tour war Bestandteil der Internationalen Cricket-Saison 2005/06 und umfasste drei Tests, fünf ODIs und ein Twenty20. Südafrika gewann die Test-Serie 2–0, die ODI-Serie 4–0, während Neuseeland die Twenty20-Serie mit 1–0 für sich entscheiden konnte.

## Vorgeschichte
Für beide Mannschaften war es die erste Tour der Saison. Das letzte Aufeinandertreffen der beiden Mannschaften bei einer Tour fand in der Saison 2003/04 in Neuseeland statt.
Die Tour wurde in zwei Teile geteilt, da Südafrika mit mehreren Verpflichtungen in dieser Saison andernfalls diese nicht hätte einhalten können.

## Stadien
Die folgenden Stadien wurden für die Tour als Austragungsort vorgesehen.
| Stadion                  | Stadt          | Kapazität | Spiele          |
| ------------------------ | -------------- | --------- | --------------- |
| Chevrolet Park           | Bloemfontein   | 20.000    | 1. ODI          |
| Centurion Park           | Centurion      | 22.000    | 1. Test; 5. ODI |
| Sahara Stadium Kingsmead | Durban         | 25.000    | 4. ODI          |
| Wanderers Stadium        | Johannesburg   | 34.000    | 3. Test; 1. T20 |
| Newlands Cricket Ground  | Kapstadt       | 25.000    | 2. Test; 2. ODI |
| Sahara Oval St George’s  | Port Elizabeth | 19.000    | 3. ODI          |

## Kaderlisten
Südafrika benannte seine ODI-Kader am 17. Oktober 2005.
Neuseeland benannte seinen ODI-Kader am 26. September 2005 und seinen Test-Kader am 28. März 2015.
| Test | Test | ODI | ODI | Twenty20 | Twenty20 |
| Südafrika | Neuseeland | Südafrika | Neuseeland | Südafrika | Neuseeland |
| --- | --- | --- | --- | --- | --- |
| - Graeme Smith (K) - Hashim Amla - Nicky Boje - Mark Boucher (wk) - AB de Villiers - Boeta Dippenaar - Herschelle Gibbs - Andrew Hall - Jaques Kallis - André Nel - Makhaya Ntini - Shaun Pollock - Ashwell Prince - Dale Steyn | - Stephen Fleming (K) - Nathan Astle - James Franklin - Peter Fulton - Jamie How - Brendon McCullum (wk) - Hamish Marshall - Chris Martin - Jacob Oram - Michael Papps - Jeetan Patel - Scott Styris - Daniel Vettori | - Graeme Smith (K) - Nicky Boje - Mark Boucher (wk) - AB de Villiers - Boeta Dippenaar - Herschelle Gibbs - Andrew Hall - Jaques Kallis - Justin Kemp - Charl Langeveldt - Albie Morkel - André Nel - Makhaya Ntini - Shaun Pollock - Ashwell Prince - Andrew Puttick - Jacques Rudolph | - Stephen Fleming (K) - Andre Adams - Nathan Astle - Shane Bond - Brendon McCullum (wk) - Craig McMillan - Hamish Marshall - Kyle Mills - Jacob Oram - Jeetan Patel - Scott Styris - Daniel Vettori - Lou Vincent | - Graeme Smith (K) - Nicky Boje - Mark Boucher (wk) - Herschelle Gibbs - Jaques Kallis - Justin Kemp - Charl Langeveldt - Albie Morkel - André Nel - Makhaya Ntini - Shaun Pollock - Ashwell Prince | - Stephen Fleming (K) - Andre Adams - Nathan Astle - Shane Bond - Brendon McCullum (wk) - Craig McMillan - Hamish Marshall - James Marshall - Kyle Mills - Jacob Oram - Jeetan Patel - Scott Styris |

## Tour Matches
| 14. Oktober Scorecard | Benoni | New Zealanders 273-9 (50)                       | – | South Africa A 199-4 (43/43) |
|                       |        | New Zealanders gewinnt mit 19 Runs (D/L method) |   |                              |

| 16. Oktober Scorecard | Potchefstroom | New Zealanders 231-9 (50)           | – | South Africa A 128 (33.5) |
|                       |               | New Zealanders gewinnt mit 103 Runs |   |                           |

| 7. – 10. April Scorecard | Benoni | Rest of South Africa 395 (117) & 270-8 (86.2) | – | New Zealanders 372 (80.1) |
|                          |        | Remis                                         |   |                           |

## Twenty20 International in Johannesburg
| 21. Oktober Scorecard | Johannesburg | Südafrika 133 (19.3)             | – | Neuseeland 134-5 (18) |
|                       |              | Neuseeland gewinnt mit 5 Wickets |   |                       |

## One-Day Internationals

### Erstes ODI in Bloemfontein
| 23. Oktober Scorecard | Bloemfontein | Neuseeland 249-8 (50)           | – | Südafrika 250-8 (49.3) |
|                       |              | Südafrika gewinnt mit 2 Wickets |   |                        |

### Zweites ODI in Kapstadt
| 28. Oktober Scorecard | Kapstadt | Südafrika 201-9 (50)          | – | Neuseeland 182 (47.5) |
|                       |          | Südafrika gewinnt mit 19 Runs |   |                       |

### Drittes ODI in Port Elizabeth
| 30. Oktober Scorecard | Port Elizabeth | Neuseeland 243-9 (50)           | – | Südafrika 245-6 (49.2) |
|                       |                | Südafrika gewinnt mit 4 Wickets |   |                        |

### Viertes ODI in Durban
| 4. November Scorecard | Durban | Südafrika 79-2 (20) | – | Neuseeland |
|                       |        | No Result           |   |            |

### Fünftes ODI in Centurion
| 6. November Scorecard | Centurion | Neuseeland 215 (49.3)                        | – | Südafrika 140-5 (28.1/30) |
|                       |           | Südafrika gewinnt mit 5 Wickets (D/L method) |   |                           |

Der Südafrikaner Charl Langeveldt wurde auf Grund von zu ausgiebigem feierns eines noch nicht vom Umpire angezeigten Wicket mit einer Geldstrafe belegt. Gleiches galt für seinen Coach Mickey Arthur, weil er den Umpire außerhalb des Spielfeldes konfrontierte und den Neuseeländer Scott Styris, der die Schiedsrichter beschimpft hatte.

## Tests

### Erster Test in Centurion
| 15. – 19. April Scorecard | Centurion | Südafrika 276 (95.4) & 299 (98.1) | – | Neuseeland 327 (71.4) & 120 (36) |
|                           |           | Südafrika gewinnt mit 128 Runs    |   |                                  |

### Zweiter Test in Kapstadt
| 27. – 1. Mai Scorecard | Kapstadt | Neuseeland 593-8d (165) & 121-3 (37) | – | Südafrika 512 (188) |
|                        |          | Remis                                |   |                     |

### Dritter Test in Johannesburg
| 5. – 7. Mai Scorecard | Johannesburg | Neuseeland 119 (44) & 283 (78.5) | – | Südafrika 186 (44) & 220-6 (47.3) |
|                       |              | Südafrika gewinnt mit 4 Wickets  |   |                                   |